# Jon Cutler
Jon Cutler (* 1969) ist ein US-amerikanischer House-DJ aus Brooklyn (New York).

## Biographie
Cutler hat sein ganzes Leben in New York verbracht. Er begann als DJ im Alter von 15 Jahren und studierte Fotografie an der School of Visual Arts, bevor er sich ganz der House-Musik widmete. Im Jahr 1997 begann Cutler, seine 12"-Remixe auf seinem Label Distant Music zu veröffentlichen. Im Jahr 2001 produzierte er den Song It's Yours (feat. E-Man) für Chez Music, der es auf Platz 38 in den UK-Singlecharts schaffte. Im Jahr 2004 wurde er besonders ausgezeichnet durch die Kompilation Afterdark: New York City, welche Platz 23 der US Billboard Top Electronic Albums Charts erreichte.